# 法律及社會事務學會
法律及社會事務學會(英文：The Association of Juridical & Social Affairs，葡文：Associação dos Assuntos Jurídico e Social，簡稱：AAJS)，是澳門特別行政區的一個非牟利法律組織，為市民提供免費法律咨詢、法學與公民教育推廣和行政支援服務。現任行政管理委員會主席為馮家亮。

## 歷史
自為數不少的新來澳人士留澳定居後，引發不少社會問題，當遇到問題時，由於知識水平有限、經濟能力不足、手續麻煩等原因，甚少向政府或司法機關尋求解決方法。當時澳門缺乏法律專業團體公開發表意見。因此，於一九九九年初，三位澳門大學的學生開始研究及籌組一個學術專業團體的可行性，於二零零一年，設立法律暨文化學會，以研究、推廣法律和澳門文化為主，並於2001年7月11日，在《澳門特別行政區公報》刊登該會章程，並組成了臨時委員會推廣會務，當時學會的設立得到了不少學術界和社會人士的支持。
其後於2003年8月16日的第四次大會上，正式設立了領導機關。2004年12月23日的第五次大會會議上，通過修改該會名稱為「法律及社會事務學會」，並對該會的宗旨、服務範圍和章程條文作出調整。

## 宗旨
- 推動社會公益，尤其包括法律、社會和青年事務
- 關注公眾利益，維護青年、學術及社會方面的權益
- 提倡法律普及化，增加公民意識
- 研究法學和社會科學，推廣及維護法治精神與學術自由
- 促進並舉辦與法律、教育、慈善、學術、體育和青少年等相關的公益活動，並加強與同類團體間的聯繫和交流
- 鼓勵青年參與社會各種義務工作，舉辦各類文娛康樂活動，致力為公眾服務

## 領導架構
大會為該會最高的權力組織，由所有會員組成，由大會主席團主持會議。
行政管理委員會和監事會為該會的領導機關，前者負責管理該會的行政和財政運作，後者負責對該會活動進行監督，並須於每年向大會提交工作報告，向會員對會務運作作出說明。
此外，該會設多個專責委員會處理專項事務，亦可按情況設立附屬組織。
法律及社會事務學會組織架構圖 （页面存档备份，存于）

## 互動電視
該會於2006年初設立網上「互動電視」，為市民提供24小時免費法律和社會資訊服務。

## 外部連結
- 法律及社會事務學會 （页面存档备份，存于）(官方網頁)
- 法律及社會事務學會Facebook專頁
- 澳門法律組織 （页面存档备份，存于）(澳門印務局)
- 澳門互聯網站 - 社團資訊(qoos.com)